# Lawrence East (métro de Toronto)
Lawrence East fut une station de la Ligne 3 Scarborough du métro de Toronto, au Canada. La station est située au 2444 Lawrence Avenue East.

## Histoire
Elle est inaugurée le 22 mars 1985.
La station reçoit en moyenne une fréquentation de 7 220 passagers par jour au cours de l'année 2009-2010.

## Services aux voyageurs

### Intermodalité
Elle est desservie par les bus de la ligne 54 Lawrence East.